# Dumbletoniella
Dumbletoniella es un género de insectos hemípteros de la familia Aleyrodidae, subfamilia Aleyrodinae. El género fue descrito primero por Jesudasan & David en 1990.

## Especies
La siguiente es la lista de especies pertenecientes a este género.
- Dumbletoniella callistemoni Martin, 1999
- Dumbletoniella ellipticae (Dumbleton, 1956)
- Dumbletoniella eucalypti (Dumbleton, 1957)
- Dumbletoniella pittospori Martin & Carver in Martin, 1999
- Dumbletoniella rotunda Martin & Carver in Martin, 1999
- Dumbletoniella xanthorrhoeae Martin, 1999